# Clinton (Pensilvania)
Clinton es un lugar designado por el censo ubicado en el condado de Allegheny en el estado estadounidense de Pensilvania. En el año 2010 tenía una población de 434 habitantes y una densidad poblacional de 206,6 personas por km².

## Geografía
Clinton se encuentra ubicado en las coordenadas 40°29′27″N 80°17′46″O / 40.49083, -80.29611. Según la Oficina del Censo de los Estados Unidos, Clinton tiene una superficie total de 0,82 mi² (2,1 km²), de la cual 0,82 mi² (2,1 km²) corresponden a tierra firme y 0 mi² (0 km²) es agua.